# ایشیل یوجسوی
ایشیل یوجسوی (انگلیسی: Işıl Yücesoy؛ زادهٔ ۲ اکتبر ۱۹۴۵) خواننده و هنرپیشه اهل ترکیه است. وی از سال ۱۹۷۵ میلادی مشغول به فعالیت است.
از فیلم‌ها یا برنامه‌های تلویزیونی که وی در آن نقش داشته‌است می‌توان به پرنسس خفته و مامان، من میترسم! اشاره کرد.